# Subotička Matica
Subotička Matica bila je kulturno-prosvjetna ustanova iz Subotice. 
Ideju za njeno stvaranje dao je izvanredni profesor Pravnog fakulteta u Subotici, dr Ivo Milić s otoka Brača. Milić je ideju i ostvario. Ustanovu je osnovao, a državna uprava je odobrila njen rad 29. listopada 1920. godine. Predsjedavao je dr Ivo Milić, a tajnik je bio Marko Jakovljević. Prema pravilniku ovog društva, zamišljena je biti društvom za "intelektualno, estetsko, moralno, filozofsko i nacionalno obrazovanje i prosvjećivanje svojih članova i građana Subotice i okoline."
Subotička matica trebala je organizirati predavanja, tečajeve, koncerte, izložbe, pomagati kulturni i nacionalni rad u Subotici i okolini. 
Članom je mogao postati svaki državljanin Kraljevine SHS, a ako nije bio državljaninom, onda je mogao biti član samo ako je Slaven.
Nije postigla veliki odaziv javnosti. Bunjevački Hrvati nisu bitno sudjelovali u njenom radu.
O Subotičkoj Matici pisali su radove Josip Temunović i Stevan Mačković.